# Ибрагимов, Алмаз Турдуметович
Алма́з Турдуме́тович Ибраги́мов (род. 26 мая 1948, Ананьево, Иссык-Кульская область) — казахстанский предприниматель, топ-менеджер, промышленник, доктор коммерции Академии экономических наук и предпринимательской деятельности России (1998), академик Академии минеральных ресурсов Республики Казахстан имени Е. Букетова и Ш. Есенова (1998), Почётный профессор Павлодарского государственного университета им. С. Торайгырова.
Также является сподвижником, членом команды и давним деловым партнёром «евразийского трио»: Александра Машкевича, Патоха Шодиева и Алиджана Ибрагимова.

## Семья
Родился в селе Ананьево Иссык-Кульской области Киргизской ССР, СССР..
Был старшим ребёнком в семье, помимо него в семье воспитывались два младших брата и младшая сестра.
Отец работал на стройке, мать была домохозяйкой. Семья Ибрагимовых была из малообеспеченных, посему, Алмаз работал с тринадцати лет — механиком, грузчиком и даже молотобойцем.
В настоящее время, женат, воспитывает шестерых детей. Четыре сына: Шухрат, Тахир, Рустам, Дастан и две дочери: Тамара, Зарина.

## Биография
Особой успеваемостью в школе не отличался. Более того, был непослушным ребёнком и о том, чтобы стать металлургом, не думал.
После окончания учёбы в школе, был призван в ряды Советской Армии в танковые войска, где он стал командиром взвода.
После службы, в Ташкенте, заочно поступил в институт народного хозяйства, где проходил обучение в течение семи лет.
Впоследствии, закончил Российскую Академию экономических наук и предпринимательской деятельности, а также Институт современного бизнеса.
До назначения в АО «Алюминий Казахстана» работал главным инженером в колхозе «Первое мая», в Кыргызстане
С 1994 по 2015 годы — Президент АО «Алюминий Казахстана» (Павлодарский алюминиевый завод)
С 2004 по декабрь 2015 года — по совместительству Президент АО «Казахстанский электролизный завод»

## Награды
- 2012 — Орден «Барыс» 1 степени[7]
- 2010 — Орден «Барыс» 3 степени[8]
- 2007 — Орден Отан[9]
- 2001 — Орден Курмет[9]
- Международный орден Преображения II степени (2007)[9]
- Медаль Астана (1998)[9]
- Медаль «Қазақстан Конституциясына 10 жыл» (2005)[9]
- Медаль «Қазақстан Республикасының тәуелсіздігіне 10 жыл» (2001)[9]
- Медаль «Қазақстан Республикасының тәуелсіздігіне 20 жыл» (2011)[10]
- Лауреат премии «За научную работу» Академии минеральных ресурсов РК (1998)
- Лауреат премии им. академика Е. Букетова (2006)[9]
- Ведомственные знаки «Еңбек даңқы» 3-й (2002), 2-й (2003), 1-й (2006) степеней[9]
- Почётный знак «За заслуги перед областью» (Павлодарская область, 2004)[9]

Также имеет и международные награды: «Лавры Славы», звание «Рыцарь Мальтийского ордена» и другие.